# Cnidoglanis macrocephalus
Cnidoglanis macrocephalus är en fiskart som först beskrevs av Valenciennes, 1840.  Cnidoglanis macrocephalus ingår i släktet Cnidoglanis och familjen Plotosidae. IUCN kategoriserar arten globalt som otillräckligt studerad. Inga underarter finns listade i Catalogue of Life.